# Мартин Поспишил
Мартин Поспишил (чеськ. Martin Pospíšil, нар. 26 червня 1991, Бєлковице-Лаштяни) — чеський футболіст, півзахисник клубу «Ягеллонія».
Виступав, зокрема, за клуби «Сігма» (Оломоуць) та «Яблонець», а також національну збірну Чехії.
Володар Кубка Чехії.

## Клубна кар'єра
У дорослому футболі дебютував 2011 року виступами за команду клубу «Сігма» (Оломоуць), в якій провів два сезони, взявши участь у 48 матчах чемпіонату. Більшість часу, проведеного у складі «Сігми», був основним гравцем команди.
Згодом з 2011 по 2014 рік грав у складі команд клубів «Тржинець», «Вікторія» (Пльзень) та «Сігма» (Оломоуць).
Своєю грою за останню команду привернув увагу представників тренерського штабу клубу «Яблонець», до складу якого приєднався 2014 року. Відіграв за команду з Яблонця-над-Нісою наступні три сезони своєї ігрової кар'єри. Граючи у складі «Яблонця» також здебільшого виходив на поле в основному складі команди.
До складу польської «Ягеллонії» приєднався 2017 року. Станом на 18 грудня 2017 року відіграв за команду з Білостока 18 матчів в національному чемпіонаті.

## Виступи за збірні
2010 року дебютував у складі юнацької збірної Чехії, взяв участь у 1 іграх на юнацькому рівні.
2012 року залучався до складу молодіжної збірної Чехії. На молодіжному рівні зіграв у 4 офіційних матчах, забив 1 гол.
2012 року дебютував в офіційних матчах у складі національної збірної Чехії.

## Титули і досягнення
- Володар Кубка Чехії (1):

«Сігма» (Оломоуць): 2011–2012
- Володар Суперкубка Чехії (1):

«Сігма» (Оломоуць): 2012